# Данилов Олександр Андрійович
Олександр Андрійович Данилов (нар. 14 вересня 1945, Ойрот-Тура, Росія — український вчений-лікар, педагог, професор.

## Біографічні відомості
1963 — 1969 рр. навчався у Алтайському медичному інституті, Барнаул, Росія за спеціальністю «лікувальна справа».
1972 — 1976 рр. працював лікарем хірургом станції Фастів, Південно-Західної залізниці[джерело?].
1976 — 1978 рр. проходив навчання у клінічній ординатурі на кафедрі травматології, ортопедії та військово-польової хірургії Київського медичного інституту імені академіка О. О. Богомольця[джерело?].
1978 — 1985 рр. працював лікарем-ординатором відділення ортопедії та травматології лікарні «Охматдит»[джерело?].
1985 — 1992 рр. працював на кафедрі дитячої хірургії в Інституті удосконалення лікарів.
з 1992 р. по теперішній час працює на кафедрі дитячої хірургії НМАПО ім. П. Л. Шупика, завідувачем кафедри.

## Наукова діяльність
1984 р. захистив дисертацію на здобуття вченого ступеню кандидата медичних наук за темою «Лікування пошкоджень ліктьового нерву у дітей та пошкоджень сухожиль згиначів кисті». Спеціальність — ортопедія-травматологія. Науковий керівник — проф. О. В. Дольницький.
1992 р. захистив докторську дисертацію за темою «Лікування травми кисті та її наслідків у дітей». Спеціальність — ортопедія та травматологія. Науковий консультант д.мед.н., проф. Д. Ю. Кривченя.
1995 р. — присвоєно звання доцента. 1996 р. — присвоєне звання професора.

## Патенти
1. Способ пластики сухожилий сгибателей пальцев кисти.
2. Способ пластики дефекта фасции предплечья.
3. Способ провизорного шва сухожилия.
4. Устройство для фиксации и сведения краев сухожилия.
5. Спосіб іннервації нейрогенного сечового міхура[4]
6. Спосіб лікування контрактур кульшових суглобів у дітей з церебральним паралічем.
7. Спосіб лікування згінальних контрактур колінних суглобів у дітей з церебральним паралічем.

## Публікації
1. Лечение детей с внутрисуставными переломами верхних конечностей[5] // ОТП. 1989. № 19;
2. Хирургическое лечение деформаций нижних конечностей при детском церебральном параличе // ОТП. 1989. 1995. № 3;
3. Повторные операции при гипоплазии легких у детей // КХ. 1995. № 6;
4. Спинномозкові кила: Посіб. К., 2003;
5. Деформація грудної клітки у дітей. К., 2006.
6. Перелік професійних інтересів: лікування дітей з порушенням рухового апарату в зв'язку з ураженнями центральної та периферичної нервової системи.